# Stilbognathus tycheformis
Stilbognathus tycheformis is een krabbensoort uit de familie van de Epialtidae. De wetenschappelijke naam van de soort is voor het eerst geldig gepubliceerd in 1915 door Bouvier.